# Andengradsligning
Ved en andengradsligning forstås en ligning på formen
{\displaystyle a\cdot x^{2}+b\cdot x+c=0\quad a,b,c\in \mathbb {R} ,\quad a\neq 0}
Størrelserne {\displaystyle a}, {\displaystyle b} og {\displaystyle c} kaldes andengradsligningen koefficienter og {\displaystyle x\in \mathbb {R} } er den ubekendte, hvis værdi skal bestemmes med ligningen. Det første led, {\displaystyle a\cdot x^{2}} kaldes andengradsleddet, {\displaystyle b\cdot x} er førstegradsleddet og {\displaystyle c} er konstantleddet (eller nultegradsleddet). Koefficeienten {\displaystyle a} må kræves at være forskellig fra nul, da ligningen ellers ikke er af anden grad; der er ingen begrænsninger på {\displaystyle b} og {\displaystyle c}. Løsningerne til andengradsligningen kaldes dens rødder; en andengradsligning kan have 0, 1 eller 2 rødder.
Såfremt man arbejder inden for de reele tal {\displaystyle \mathbb {R} }, betegnes den ubekendte normalt {\displaystyle x}, men anden navngivning kan forekomme. Hvis ligningen ønskes løst inden for de komplekse tal {\displaystyle \mathbb {C} }, betegnes den ubekendte normalt {\displaystyle z}:
{\displaystyle a\cdot z^{2}+b\cdot z+c=0\quad a,b,c\in \mathbb {C} ,\quad a\neq 0}
Komplekse andengradsligninger behandles i artiklen om komplekse tal.

## Eksempler
| Ligning                                                                  |  | Kommentar                                                                                          |
| {\displaystyle 2.5\cdot x^{2}+23\cdot x+53=0}                            |  | {\displaystyle a=2.5,\,b=23,\,c=53}                                                                |
| {\displaystyle 9\cdot x^{2}-66\cdot x+121=0}                             |  | {\displaystyle a=9,\,b=-66,\,c=121}                                                                |
| {\displaystyle 7\cdot x^{2}-33\cdot x-10=0}                              |  | {\displaystyle a=7,\,b=-33,\,c=-10}                                                                |
| {\displaystyle 7\cdot q^{2}-33\cdot q-10=0}                              |  | Samme ligning, blot med {\displaystyle q} som ubekendt                                             |
| {\displaystyle 5-x=x^{2}}                                                |  | {\displaystyle a=1,\,b=1,\,c=-5} eller {\displaystyle a=-1,\,b=-1,\,c=5}                           |
| {\displaystyle x^{4}+3\cdot x^{2}-28=0}                                  |  | "Iklædt" andengradsligning med {\displaystyle x^{2}} som ukendt: {\displaystyle x^{4}=(x^{2})^{2}} |
| {\displaystyle 2\cdot {\sqrt {3}}\cdot x^{2}+({\sqrt {3}}-6)\cdot x-3=0} |  | {\displaystyle a=2\cdot {\sqrt {3}},\,b={\sqrt {3}}-6,\,c=-3}                                      |

## Løsning af en andengradsligning
Idéen i løsninger er at supplere anden- og førstegradsleddene med yderligere et led, således at de tre led kan omskrives ved hjælp af første kvadratsætning, som her skrives på formen
{\displaystyle {\color {Green}p}^{2}+2\cdot {\color {Green}p}\cdot {\color {Red}q}+{\color {Red}q}^{2}=({\color {NavyBlue}p+q})^{2}}
Vi skal nu prøve at identificere {\displaystyle p^{2}} med andengradsleddet {\displaystyle a\cdot x^{2}} og {\displaystyle 2\cdot p\cdot q} med førstegradsleddet {\displaystyle b\cdot x}. Imidlertid er {\displaystyle a\cdot x^{2}} ikke et kvadrat. Men det kan opnås ved at multiplicere ligningen med en snedigt valgt faktor, som dels gør leddet kvadratisk og dels udskyder en trælsom division til allersidst:
|                               | | {\displaystyle a\cdot x^{2}+b\cdot x+c=0} |                                                                                  | Den givne ligning |
| {\displaystyle \Updownarrow } | | {\displaystyle a\cdot x^{2}+b\cdot x+c=0} |                                                                                  | Den givne ligning |
|                               | {\displaystyle 4\cdot a\cdot a\cdot x^{2}+4\cdot a\cdot b\cdot x+4\cdot a\cdot c=0}                                                                             |                                           | Multiplikation med {\displaystyle 4\cdot a}; lovligt, da {\displaystyle a\neq 0} |                   |
| {\displaystyle \Updownarrow } | {\displaystyle 4\cdot a\cdot a\cdot x^{2}+4\cdot a\cdot b\cdot x+4\cdot a\cdot c=0}                                                                             |                                           | Multiplikation med {\displaystyle 4\cdot a}; lovligt, da {\displaystyle a\neq 0} |                   |
|                               | {\displaystyle ({\color {Green}2\cdot a\cdot x})^{2}+2\cdot ({\color {Green}2\cdot a\cdot x})\cdot {\color {Red}b}+{\color {Red}b}^{2}-b^{2}+4\cdot a\cdot c=0} |                                           | Faktorisering og addition af {\displaystyle b^{2}-b^{2}}                         |                   |
| {\displaystyle \Updownarrow } | {\displaystyle ({\color {Green}2\cdot a\cdot x})^{2}+2\cdot ({\color {Green}2\cdot a\cdot x})\cdot {\color {Red}b}+{\color {Red}b}^{2}-b^{2}+4\cdot a\cdot c=0} |                                           | Faktorisering og addition af {\displaystyle b^{2}-b^{2}}                         |                   |
|                               | {\displaystyle ({\color {NavyBlue}2\cdot a\cdot x+b})^{2}-b^{2}+4\cdot a\cdot c=0}                                                                              |                                           | Anvendelse af første kvadratsætning.                                             |                   |
| {\displaystyle \Updownarrow } | {\displaystyle ({\color {NavyBlue}2\cdot a\cdot x+b})^{2}-b^{2}+4\cdot a\cdot c=0}                                                                              |                                           | Anvendelse af første kvadratsætning.                                             |                   |
|                               | {\displaystyle (2\cdot a\cdot x+b)^{2}=b^{2}-4\cdot a\cdot c}                                                                                                   |                                           | Konstantled flyttes til højre side                                               |                   |
| {\displaystyle \Updownarrow } | {\displaystyle (2\cdot a\cdot x+b)^{2}=b^{2}-4\cdot a\cdot c}                                                                                                   |                                           | Konstantled flyttes til højre side                                               |                   |
|                               | {\displaystyle (2\cdot a\cdot x+b)^{2}=d} |                                           | Kombinationen af koefficienterne betegnes {\displaystyle d}                      |                   |
|                               | {\displaystyle (2\cdot a\cdot x+b)^{2}=d} |                                           | Kombinationen af koefficienterne betegnes {\displaystyle d}                      |                   |
Vi har her indført andengradsligningens diskriminant givet ved
{\displaystyle d\equiv b^{2}-4\cdot a\cdot c}.
Diskriminantens fortegn bruges til at skelne (diskriminere) mellem antallet af løsninger til ligningen, hvilket udredes i det følgende. Vi arbejder videre med den fundne ligning,
{\displaystyle (2\cdot a\cdot x+b)^{2}=d}
Man skelner mellem følgende tre situationer:
| | {\displaystyle d<0} | Venstre side er et kvadrat og derfor ikke-negativ. Højre side er negativ. Lighedstegnet er derfor ikke opfyldt. | Venstre side er et kvadrat og derfor ikke-negativ. Højre side er negativ. Lighedstegnet er derfor ikke opfyldt. |
| Andengradsligningen har ingen løsninger. | {\displaystyle d<0} | | |
| |                     | | |
| | {\displaystyle d=0} | {\displaystyle 2\cdot a\cdot x+b=0}                                                                             | Anvendelse af nulreglen.                                                                                        |
| {\displaystyle x=-{\frac {b}{2\cdot a}}} | {\displaystyle d=0} | Lovlig division, da {\displaystyle a\neq 0}.                                                                    | |
| Andengradsligningen har én løsning: {\displaystyle x=-{\frac {b}{2\cdot a}}}.                                                                       | {\displaystyle d=0} | | |
| |                     | | |
| | {\displaystyle d>0} | {\displaystyle (2\cdot a\cdot x+b)^{2}-({\sqrt {d}})^{2}=0}                                                     | Diskriminanten omskrives til {\displaystyle d=({\sqrt {d}})^{2}}.                                               |
| {\displaystyle (2\cdot a\cdot x+b+{\sqrt {d}})\cdot (2\cdot a\cdot x+b-{\sqrt {d}})=0}                                                              | {\displaystyle d>0} | Tredje kvadratsætning benyttes.                                                                                 | |
| {\displaystyle (2\cdot a\cdot x+b+{\sqrt {d}}=0)\lor (2\cdot a\cdot x+b-{\sqrt {d}}=0)}                                                             | {\displaystyle d>0} | Anvendelse af nulreglen.                                                                                        | |
| {\displaystyle (2\cdot a\cdot x=-b-{\sqrt {d}})\lor (2\cdot a\cdot x=-b+{\sqrt {d}}=0)}                                                             | {\displaystyle d>0} | Led flyttes over.                                                                                               | |
| {\displaystyle \left(x={\frac {-b-{\sqrt {d}}}{2\cdot a}}\right)\lor \left(x={\frac {-b+{\sqrt {d}}}{2\cdot a}}\right)}                             | {\displaystyle d>0} | Lovlig division, da {\displaystyle a\neq 0}.                                                                    | |
| Andengradsligningen har to løsninger: {\displaystyle x={\frac {-b-{\sqrt {d}}}{2\cdot a}}} og {\displaystyle x={\frac {-b+{\sqrt {d}}}{2\cdot a}}}. | {\displaystyle d>0} | | |

### Eksempler på løsninger
I alle tilfælde starter man med at beregne diskriminanten {\displaystyle d}.
| Ligning                                                                  | Løsning |
| ------------------------------------------------------------------------ | --- |
| {\displaystyle 2.5\cdot x^{2}+23\cdot x+53=0}                            | {\displaystyle d=23^{2}-4\cdot 2.5\cdot 53=-1.} Ingen løsninger |
| {\displaystyle 9\cdot x^{2}-66\cdot x+121=0}                             | {\displaystyle d=66^{2}-4\cdot 9\cdot 121=0.} Én løsning: {\displaystyle x={\tfrac {66}{2\cdot 9}}={\tfrac {11}{3}}} |
| {\displaystyle 7\cdot x^{2}-33\cdot x-10=0}                              | {\displaystyle d=(-33)^{2}-4\cdot 7\cdot (-10)=1369=37^{2}.} To løsninger: {\displaystyle (x={\tfrac {33-37}{14}})\lor (x={\tfrac {33+37}{14}})\quad \Leftrightarrow } {\displaystyle (x=-{\tfrac {2}{7}})\lor (x=5)} |
| {\displaystyle x^{2}+x-5=0}                                              | {\displaystyle d=1^{2}-4\cdot 1\cdot (-5)=21.} To løsninger: {\displaystyle (x={\tfrac {-1-{\sqrt {21}}}{2}}\approx -2.791\,288)\lor } {\displaystyle (x={\tfrac {-1+{\sqrt {21}}}{2}}\approx 1.791\,288)} |
| {\displaystyle x^{4}+3\cdot x^{2}-28=0}                                  | {\displaystyle d=3^{2}-4\cdot 1\cdot (-28)=121=11^{2}.} {\displaystyle (x^{2}={\tfrac {-3-11}{2}}=-7)\lor (x^{2}={\tfrac {-3+11}{2}}=4)\quad \Leftrightarrow } {\displaystyle x^{2}=4\quad \Leftrightarrow \quad (x=-2)\lor (x=2)} |
| {\displaystyle 2\cdot {\sqrt {3}}\cdot x^{2}+({\sqrt {3}}-6)\cdot x-3=0} | {\displaystyle d=({\sqrt {3}}-6)^{2}-4\cdot 2\cdot {\sqrt {3}}\cdot (-3)} {\displaystyle =3+36-12\cdot {\sqrt {3}}+24\cdot {\sqrt {3}}} {\displaystyle =39+12\cdot {\sqrt {3}}=(6+{\sqrt {3}})^{2}} {\displaystyle \left(x={\frac {-{\sqrt {3}}+6-6-{\sqrt {3}}}{4\cdot {\sqrt {3}}}}={\frac {-2\cdot {\sqrt {3}}}{4\cdot {\sqrt {3}}}}\right)\lor } {\displaystyle \left(x={\frac {-{\sqrt {3}}+6+6+{\sqrt {3}}}{4\cdot {\sqrt {3}}}}={\frac {12}{4\cdot {\sqrt {3}}}}\cdot {\frac {\sqrt {3}}{\sqrt {3}}}\right)} {\displaystyle (x=-{\tfrac {1}{2}})\lor (x={\sqrt {3}})} |

## Normeret andengradsligning
Da {\displaystyle a\neq 0}, kan enhver andengradsligning divideres igennem med {\displaystyle a}, hvorved den får formen
{\displaystyle x^{2}+s\cdot x+t=0\quad s,t\in \mathbb {R} }
Ligningen siges nu at være normeret. En normeret andengradsligning med to rødder {\displaystyle p} og {\displaystyle q} kan ifølge nul-reglen skrives på formen
{\displaystyle (x-p)\cdot (x-q)=0}
eller
{\displaystyle x^{2}-(p+q)\cdot x+p\cdot q=0}
Ved sammenligning af de to udtryk ser vi at
| {\displaystyle p+q=-s}     |  | Røddernes sum er koefficienten til førstegradsleddet med modsat fortegn |
| {\displaystyle p\cdot q=t} |  | Røddernes produkt er lig konstantleddet.                                |
Har man en formodning om, at en forelagt ligning har to simple rødder, kan man undertiden bruge disse regler til ved hovedregning at finde rødderne; man siger uformelt, at man kaster et skarpt blik på ligningen.
Eksempel:
I ligningen {\displaystyle x^{2}+9\cdot x+14=0} er konstantleddet lig {\displaystyle 14}, der kan være produktet af {\displaystyle 1} og {\displaystyle 14}, {\displaystyle 2} og {\displaystyle 7} samt {\displaystyle -1} og {\displaystyle -14} og {\displaystyle -2} og {\displaystyle -7}. Da summen skal være {\displaystyle -9}, må rødderne være {\displaystyle -2} og {\displaystyle -7}.

## Numerisk beregning af rødder
Med ovenstående formler er andengradsligningen {\displaystyle a\cdot x^{2}+b\cdot x+c=0} løst matematisk. Men ved praktisk beregning kan der opstå et problem med ciffertab ved subtraktion af to næsten lige store størrelser, fordi beregningen sker med et endeligt antal betydende cifre; for eksempel yder regnearket Excel 14 - 15 betydende cifre (side på engelsk).
I løsningsformlen for en andengradsligning indgår de to størrelser {\displaystyle -b-{\sqrt {d}}} og {\displaystyle -b+{\sqrt {d}}}. Hvis
{\displaystyle -b=0.123\,456\,789\,012\,34}
{\displaystyle {\sqrt {d}}=0.123\,456\,789\,012\,33}
så bliver differensen
{\displaystyle -b-{\sqrt {d}}=0.000\,000\,000\,000\,01}
med et katastrofalt tab i antallet af betydende cifre.
Dette problem kan man imidlertid undgå ved at udnytte, at røddernes produkt (jfr. forrige afsnit) er {\displaystyle x_{1}\cdot x_{2}=c/a}. Algoritmen bliver derfor følgende:
- Beregn diskriminanten {\displaystyle d}, der her antages positiv.

- Hvis {\displaystyle b\geqq 0}, så er både {\displaystyle -b} og {\displaystyle -{\sqrt {d}}} negative: Sæt {\displaystyle x_{1}={\frac {-b-{\sqrt {d}}}{2\cdot a}}} og {\displaystyle x_{2}={\frac {c}{a\cdot x_{1}}}}.

- Hvis {\displaystyle b<0}, så er både {\displaystyle -b} og {\displaystyle {\sqrt {d}}} positive: Sæt {\displaystyle x_{2}={\frac {-b+{\sqrt {d}}}{2\cdot a}}} og {\displaystyle x_{1}={\frac {c}{a\cdot x_{2}}}}.

Eksempel:
Andengradsligningen
{\displaystyle x^{2}-(10^{n}+10^{-n})\cdot x+1=0\quad n\in \mathbb {N} }
er konstrueret til at have de eksakte rødder {\displaystyle 10^{n}} og {\displaystyle 10^{-n}}. Dens diskriminant er
{\displaystyle d=10^{2\cdot n}-2+10^{-2\cdot n}}.
Vælges {\displaystyle n=3}, fås ligningen {\displaystyle x^{2}-1000.001\cdot x+1=0} og diskriminanten {\displaystyle d=999\,998.000\,001}.
Tabellen herunder viser, hvilke resultater man når frem til med de "matematiske" formler for {\displaystyle x_{1}} og {\displaystyle x_{2}} og den "numeriske" formel for {\displaystyle x_{1}}, såfremt alle beregninger udføres med 6 betydende cifre.
| {\displaystyle \,n\,} | {\displaystyle b}       | {\displaystyle b^{2}}   | {\displaystyle d}       | {\displaystyle {\sqrt {d}}} | {\displaystyle -b-{\sqrt {d}}}          | {\displaystyle -b+{\sqrt {d}}} | {\displaystyle x_{1}} Klassisk          | {\displaystyle x_{2}} Klassisk | {\displaystyle x_{1}} Fra {\displaystyle x_{2}} |
| --------------------- | ----------------------- | ----------------------- | ----------------------- | --------------------------- | --------------------------------------- | ------------------------------ | --------------------------------------- | ------------------------------ | ----------------------------------------------- |
| {\displaystyle 1}     | {\displaystyle -10.1}   | {\displaystyle 102.010} | {\displaystyle 98.01}   | {\displaystyle 9.9}         | {\displaystyle 0.200000}                | {\displaystyle 20}             | {\displaystyle 0.1}                     | {\displaystyle 10}             | {\displaystyle 0.1}                             |
| {\displaystyle 2}     | {\displaystyle -100.01} | {\displaystyle 10002}   | {\displaystyle 9998.00} | {\displaystyle 99.99}       | {\displaystyle 0.02001}                 | {\displaystyle 200}            | {\displaystyle 0.01}                    | {\displaystyle 100}            | {\displaystyle 0.01}                            |
| {\displaystyle 3}     | {\displaystyle -1000}   | {\displaystyle 1000000} | {\displaystyle 999996}  | {\displaystyle 999.998}     | {\displaystyle 0.00200000}              | {\displaystyle 2000}           | {\displaystyle 0.001}                   | {\displaystyle 1000}           | {\displaystyle 0.001}                           |
| {\displaystyle 4}     | {\displaystyle -10^{4}} | {\displaystyle 10^{8}}  | {\displaystyle 10^{8}}  | {\displaystyle 10^{4}}      | {\displaystyle {\color {BurntOrange}0}} | {\displaystyle 20000}          | {\displaystyle {\color {BurntOrange}0}} | {\displaystyle 10000}          | {\displaystyle {\color {Green}0.0001}}          |
| {\displaystyle 5}     | {\displaystyle -10^{5}} | {\displaystyle 10^{10}} | {\displaystyle 10^{10}} | {\displaystyle 10^{5}}      | {\displaystyle {\color {BurntOrange}0}} | {\displaystyle 200000}         | {\displaystyle {\color {BurntOrange}0}} | {\displaystyle 100000}         | {\displaystyle {\color {Green}0.00001}}         |
Som det ses, svigter den klassiske metode i de to sidste situationer, medens den modificerede fremgangsmåde leverer korrekte rødder.

## Andengradsulighed
En andengradsulighed  er et åbent udsagn af typen
{\displaystyle a\cdot x^{2}+b\cdot x+c<0}
{\displaystyle a\cdot x^{2}+b\cdot x+c\leqq 0}
{\displaystyle a\cdot x^{2}+b\cdot x+c>0}
{\displaystyle a\cdot x^{2}+b\cdot x+c\geqq 0}
hvor {\displaystyle a,\,b,\,c\in \mathbb {R} ,\quad a\neq 0}.
Løsningsmængden {\displaystyle L}, dvs. samlingen ef {\displaystyle x}-værdier, som gør det åbne udsagn sandt, findes ved først at løse den tilhørende andengradsligning {\displaystyle a\cdot x^{2}+b\cdot x+c=0} og derefter foretage en fortegnsundersøgelse for det tilhørende andengradspolynomium {\displaystyle P(x)=a\cdot x^{2}+b\cdot x+c}.

### Eksempler på andengradsuligheder
Eksempel 1
{\displaystyle x^{2}+6\cdot x+5<0}
Den tilhørende andengradsligning {\displaystyle x^{2}+6\cdot x+5=0} ses ved anvendelse af løsningsmetoden ovenfor (eller ved at kaste et skarpt blik på den) at have rødderne {\displaystyle -5} og {\displaystyle -1}. Sættes {\displaystyle x=0}, fås resultatet {\displaystyle +5}, der ikke er mindre end nul.
Polynomiets fortegnsvariation må da være som vist på fortegnsaksen herover. Løsningsmængden {\displaystyle L} kan nu aflæses:
{\displaystyle x^{2}+6\cdot x+5<0\quad \Rightarrow \quad L\,=]-5;\,-1[}
Eksempel 2:
{\displaystyle x^{2}+6\cdot x+5\leqq 0\quad \Rightarrow \quad L=\,[-5;\,-1]}
Eksempel 3:
{\displaystyle x^{2}+6\cdot x+5>0\quad \Rightarrow \quad L\,=]-\infty ;-5[\;\cup \;]-1;\,+\infty [}
Eksempel 4:
{\displaystyle x^{2}+6\cdot x+5\geqq {\tfrac {1}{4}}\cdot x^{2}+{\tfrac {47}{4}}}
Uligheden omskrives til standardform:
{\displaystyle 4\cdot x^{2}+24\cdot x+20\geqq x^{2}+47\quad \Rightarrow \quad 3\cdot x^{2}+24\cdot x-27\geqq 0\quad \Rightarrow \quad \quad x^{2}+8\cdot x-9\geqq 0}
Andengradsligningen {\displaystyle x^{2}+8\cdot x-9=0} har rødderne {\displaystyle -9} og {\displaystyle 1}, og da udtrykkets værdi for {\displaystyle x=0} er negativt, ligger løsningsmængden uden for rodintervallet:
{\displaystyle L\,=]-\infty ;-9[\;\cup \;]1;\,+\infty [}.
Løsningerne kan illustreres ved at tegne graferne for de to involverede andengradspolynomier,
{\displaystyle P(x)=x^{2}+6\cdot x+5\quad } og{\displaystyle \quad Q(x)={\tfrac {1}{4}}\cdot x^{2}+{\tfrac {47}{4}}}
Uligheden fra eksempel 1 svarer da til at spørge om, for hvilke {\displaystyle x}-værdier grafen for {\displaystyle P} ligger under førsteaksen, medens dobbeltuligheden svar til at spørge om, for hvilke {\displaystyle x}-værdier grafen for {\displaystyle P} ligger over eller på grafen for {\displaystyle Q}.